# Primo viaggio di Jacques Cartier
Il primo viaggio di Jacques Cartier è avvenuto tra aprile e settembre del 1534 per conto del Re di Francia Francesco I, con l'obiettivo di esplorare le terre del nord America precedentemente già visitate da Giovanni da Verrazzano, alla ricerca di presunto oro e ricchezze ivi presenti.

## Antefatti
Nel 1534, due anni dopo che il Ducato di Bretagna fu formalmente unito alla Francia nell'Editto di Unione, Cartier fu presentato al re Francesco I di Francia da Jean Le Veneur, vescovo di Saint-Malo e abate di Mont Saint-Michel, al Manoir de Brione. Il re aveva precedentemente invitato (sebbene non formalmente incaricato) l'esploratore fiorentino Giovanni da Verrazzano ad esplorare la costa orientale del Nord America per conto della Francia nel 1524. Le Veneur sottolineò i viaggi precedenti in Terranova e in Brasile come prova della capacità di Cartier di "condurre le navi alla scoperta di nuove terre nel Nuovo Mondo".

## Il viaggio
Il 20 aprile 1534, Cartier salpò per il suo viaggio, sperando di scoprire un passaggio occidentale verso i ricchi mercati dell'Asia. Secondo le parole della commissione organizzativa doveva "scoprire alcune isole e terre dove si dice si trovi una grande quantità di oro e altre cose preziose".
Gli ci vollero venti giorni per navigare attraverso l'oceano Atlantico. A partire dal 10 maggio di quell'anno, esplorò parti di Terranova, lo Stretto di Belle Isle e la costa meridionale della penisola del Labrador, le coste di Gaspé e North Shore nel Golfo di San Lorenzo e alcune parti delle coste del Golfo di isole principali, tra cui l'isola del principe Edoardo, l'isola di Anticosti e le isole della Maddalena. Durante una sosta alle Îles aux Oiseaux (isole degli uccelli, ora santuario federale degli uccelli di Rochers-aux-Oiseaux, a nord-est dell'isola di Brion nelle isole della Maddalena), il suo equipaggio ha macellato circa 1000 uccelli, la maggior parte dei quali grandi alche (estinto dal 1852). I primi due incontri di Cartier con popolazioni aborigene in Canada sul lato nord di Chaleur Bay, molto probabilmente il Mi'kmaq, furono brevi con alcuni scambi di oggetti.
Il suo terzo incontro avvenne sulle rive della Baia di Gaspé con un gruppo di Irochesi, dove il 24 luglio piantò una croce per rivendicare la terra per la Francia. La croce di 10 metri con la scritta "Viva il re di Francia" rivendicava il possesso del territorio in nome del re. Il cambiamento di umore dei nativi era una chiara indicazione che gli Irochesi capivano le azioni di Cartier. Qui rapì i due figli di capo Donnacona. Cartier scrisse che in seguito gli dissero che questa regione in cui furono catturati (Gaspé) era chiamata da loro Honguedo. Il capo degli indigeni alla fine accettò che potessero essere presi, a condizione che tornassero con merci europee per commerciare.
Cartier tornò in Francia nel settembre 1534, sicuro di aver raggiunto una terra asiatica.